# Балк, Марк Беневич
Марк Беневич Балк (28 января 1923, Полонное — 16 января 2018, Солт-Лейк-Сити) — советский и российский математик и популяризатор математики.

## Биография
В 1937 году его отец был арестован и расстрелян. Через двадцать лет отца реабилитировали.
В 1940 году поступил на мехмат Киевского университета. С июля 1941 года служил в войсках НКВД, участник войны, демобилизован по ранению.
Окончил второй и третий курсы Средне-Азиатского университета, Омский педагогический институт (1945), аспирантуру Московского областного пединститута (1948).
В 1948—1996 годах на научной и преподавательской работе в Смоленском пединституте.
Там он создал математическую школу по изучению полианалитических функций (функций комплексного переменного, которые являются естественным обобщений аналитических функций).
Под его руководством было защищено 13 диссертаций.
Является автором 11 книг на разные темы, включая космические полёты. Среди его книг есть книги для школьников и студентов. Его книги опубликованы в Советском Союзе, Японии, Германии. Он опубликовал более ста научных работ.
С 1997 года жил в США. Умер 16 января 2018 года в своём доме в Солт-Лейк-Сити.

## 
- Жена и соавтор — Галина Давидовна Балк (1930—2006), математик и педагог.
  - Сын — Александр Балк, математик, профессор Университета Юты[5].
  - Сын — Валерий Балк, кандидат наук, профессор информатики Смоленского государственного университета[источник не указан 1239 дней], с 2010 года писатель под псевдонимом В. Бирюк[6].

## Книги
- Б. И. Аргунов, М. Б. Балк. Геометрические построения на плоскости. — М.: Учпедгиз, 1957. — 268 с. — 20 000 экз.
- М. Б. Балк. Элементы динамики космического полёта. — 1965.
- М. Б. Балк, Г. Д. Балк. Математика после уроков: пособие для учителей. — Просвещение, 1971.
- М. Б. Балк. Геометрические приложения понятия о центре тяжести. — 1959. — (Библиотека математического кружка).
- М. Б. Балк, В. Г. Демин и А. Л. Куницын. Сборник задач по небесной механике и космодинамике. — 1972.
- М. Б. Балк. Поиск решения. — Детская литература, 1983.
- М. Б. Балк, В. Г. Болтянский. Геометрия масс. — М.: Наука, 1987. — 60 с. — (выпуск 61 серии «Библиотечка Квант»). — 145 000 экз.
- М. Б. Балк, Г. Д. Балк и А. А. Полухин. Реальные применения мнимых чисел. — 1988.
- Balk M. B. Polyanalytic Functions. Berlin: Akademie Verlag, 1991. — 197 p.
- Статьи М. Б. Балка в журнале Квант.

## Признание и память
- Заслуженный работник высшей школы Российской Федерации (1996).
- Орден Отечественной войны II степени (1989).